# Rowlands Gill
Rowlands Gill è un paese della contea del Tyne and Wear, in Inghilterra.